# 7 Days to Die
7 Days To Die – gra komputerowa z gatunku survival horror, tworzona przez studio The Fun Pimps Entertainment.
Jest to gra oparta na otwartym świecie, zbudowanym z wokseli. Gra została ufundowana społecznie na portalu Kickstarter, zbierając łącznie ponad 500 000$ z zakładanych docelowo 200 000$.
Gra została wydana 13 grudnia 2013 na platformach Microsoft Windows i macOS we wczesnym dostępie, gdzie została wyróżniona przez użytkowników, otrzymując Steam greenlight. Pełna wersja gry miała mieć swoją premierę w maju 2014 roku. Wersje na konsole PlayStation 4 i Xbox One pojawiły się w czerwcu 2016 i zostały wydane przez Telltale Games.

## Rozgrywka
Akcja gry dzieje się w roku 2034, na terenie fikcyjnego hrabstwa Navezgane w Arizonie, USA. Ziemia została wyniszczona atakami nuklearnymi, które spowodowały powstanie nieznanego wirusa. Powoduje on u ludzi śmierć a po siedmiu dniach zmartwychwstanie jako zombie. W grze wcielamy się w postać ocalałego, niezainfekowanego wirusem człowieka. Naszym priorytetem jest przetrwanie w nieprzyjaznych warunkach. W tym celu zmuszeni jesteśmy zbierać różne przedmioty w przemierzanych przez nas miejscach. Możemy także wytwarzać własne przedmioty za pomocą wbudowanego w grę systemu rzemiosła opartego na tabeli, której liczba kolumn i wierszy jest równa pięć. Świat przedstawiony w grze jest w pełni interaktywny. Teren, budynki, roślinność oraz wszystkie przedmioty są budowy blokowej, co pozwala nam je niszczyć lub przemieszczać. Podstawową strategią w grze jest wybudowanie lub zaadaptowanie istniejącego budynku na potrzeby fortu. Budowa lub adaptacja fortu jest jedyną pewną metodą na przetrwanie nocy, kiedy to zombie zaczynają wykazywać się wzmożoną aktywnością i prędkością.

### Broń
Broń w grze można zdobyć na dwa sposoby. Broń palną oraz amunicję można znaleźć jak i wytworzyć z części wytapianych w kuźni. Broń białą natomiast można wytworzyć samodzielnie za pomocą systemu rzemiosła. W grze występują następujące modele broni palnej: wyrzutnia rakiet M-136, samopowtarzalny pistolet 9mm, karabin snajperski 7.62mm, pistolet maszynowy 10mm oraz obrzyn. Broń biała w grze to kilka rodzajów maczug, siekiera oraz różne narzędzia. W systemie rzemiosła istnieje możliwość stworzenia ładunków wybuchowych w postaci fugasów. Do tego celu przydatne będą przedmioty takie jakie jak pudełko z cukierkami, filtr powietrza czy kołpak. Poszczególne rodzaje broni różnią się zasięgiem rażenia, szybkostrzelnością oraz liczbą zadanych obrażeń.